# Tam o' shanter

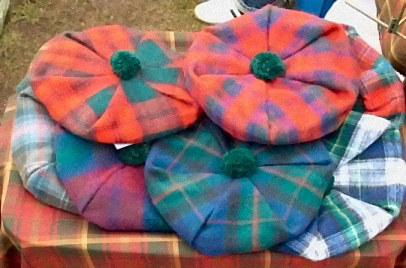
Tam o' shanters in tartan (Schotse ruit)

Een tam o' shanter is een platte baret die zijn oorsprong heeft in Schotland. Tijdens de Eerste Wereldoorlog werd de tam o' shanter bij verschillende legeronderdelen met een Schotse achtergrond geïntroduceerd als hoofddeksel. Ook buiten het leger wordt de tam o' shanter, die gezien wordt als typisch Schots, nog steeds gedragen. De naam verwijst naar een gelijknamig gedicht van de dichter Robert Burns.

## Beschrijving
De tam o' shanter is een platte muts die qua vorm het meest lijkt op een baret maar ruimer valt. Oorspronkelijk werden ze in één stuk met de hand gebreid. Het breisel werd vervolgens op een houten schijf gespannen om het de kenmerkende ruimvallende platte vorm te geven, en daarna vervilt. Aan het einde van de zestiende eeuw werd dit soort hoofddeksels in Schotland gangbaar voor mannen. Ze werden toen bonnets genoemd. De naam tam o' shanter werd in het begin van de 19e eeuw ingevoerd toen het gelijknamige gedicht van Robert Burns populair werd. (Tam o' Shanter, de held van het gedicht, werd vaak met platte muts afgebeeld.)
Tegenwoordig is de tam o' shanter niet meer gebreid maar bestaat uit zes stukken stof die aan elkaar zijn bevestigd om een cirkel te vormen. Ze worden in veel verschillende kleuren gemaakt. Bekend zijn de tam o' shanters in tartan (Schotse ruit). Typerend voor de tam o' shanter is de wollen pompon (toorie genaamd) in het midden van de kroon. 
Tijdens de Eerste Wereldoorlog introduceerde het Royal Regiment of Scotland een kaki tam o' shanter als onderdeel van het uniform. Het regiment draagt de tam o' shanter nog steeds, net als sommige Canadese bataljons met een Schotse achtergrond.
In de jaren 1920 werd de 'tam' of 'tammie' een populair type hoed voor vrouwen. De vorm van deze hoed was losjes gebaseerd op de tam o' shanter.

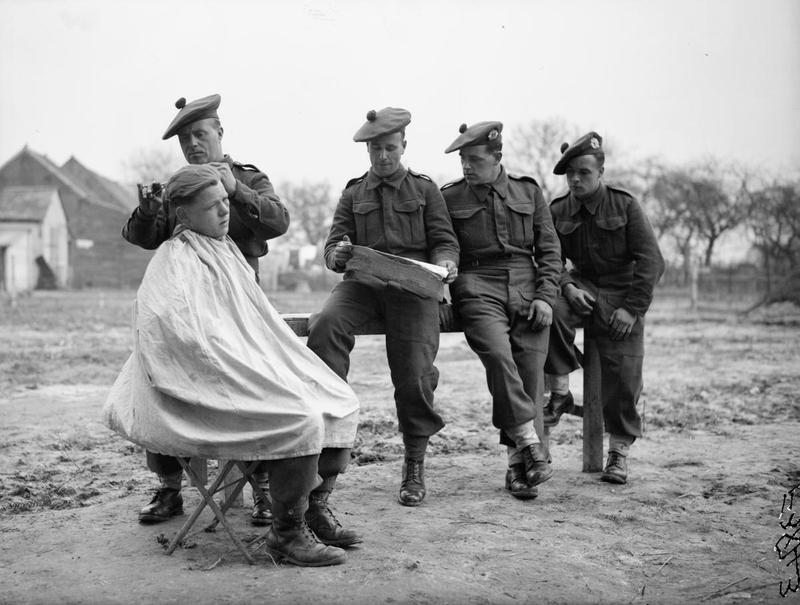
Soldaten van de Royal Scots met tam o' shanters
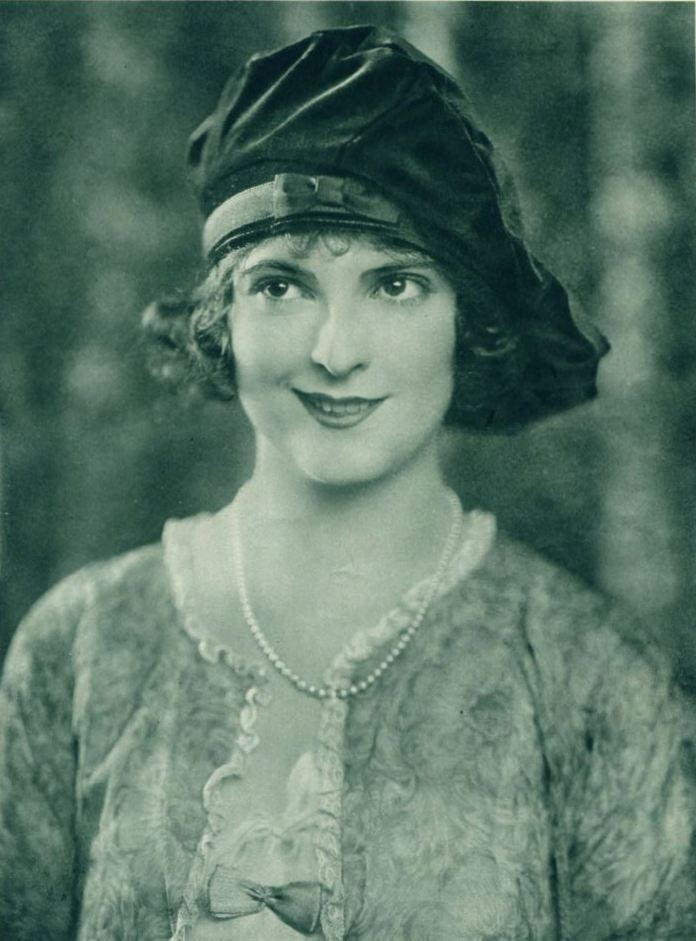
Voorbeeld van een 'tam': het model van de hoed is geïnspireerd op de tam o' shanter